# Hermanamiento de ciudades

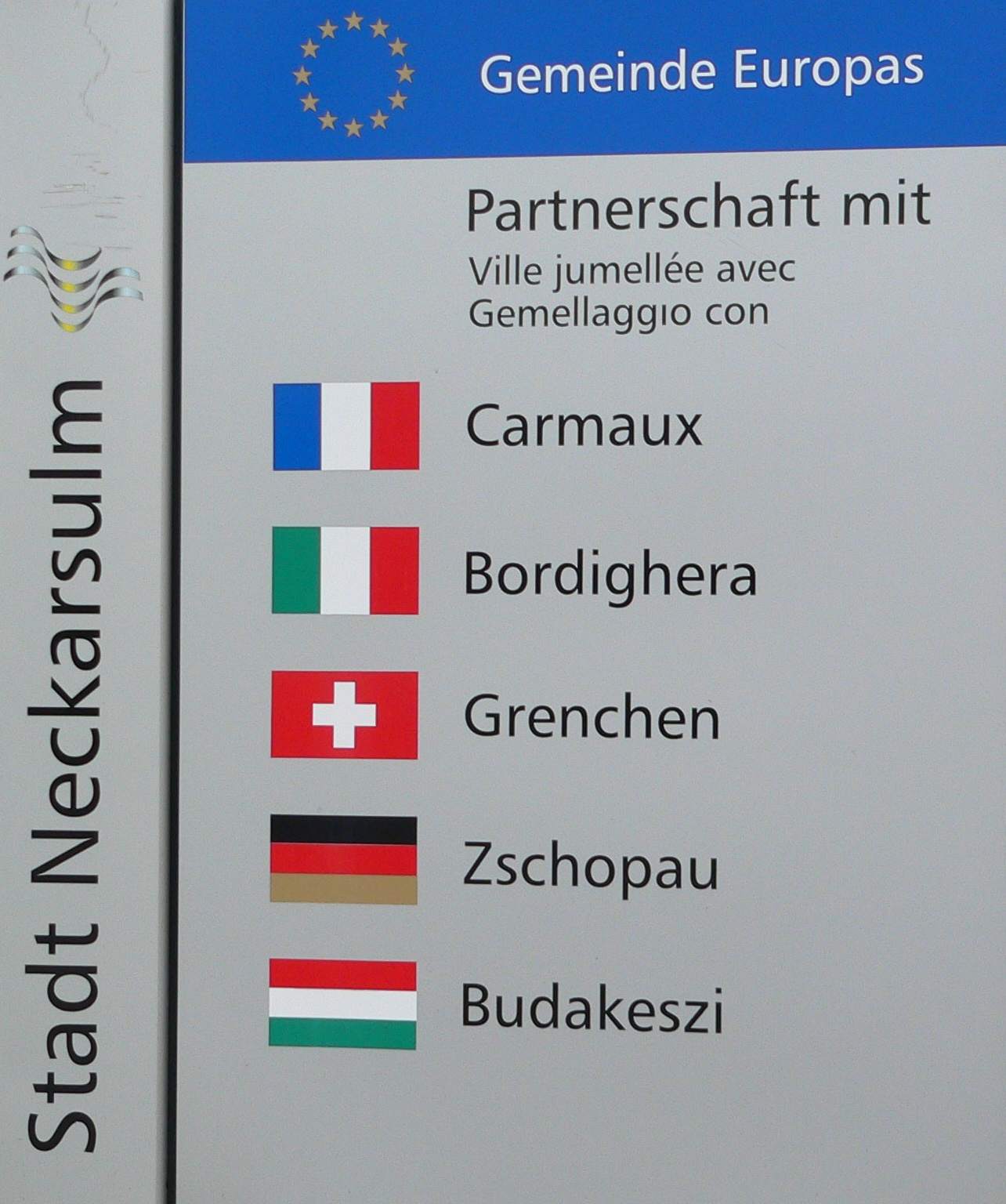
Ciudades hermanas de Neckarsulm.

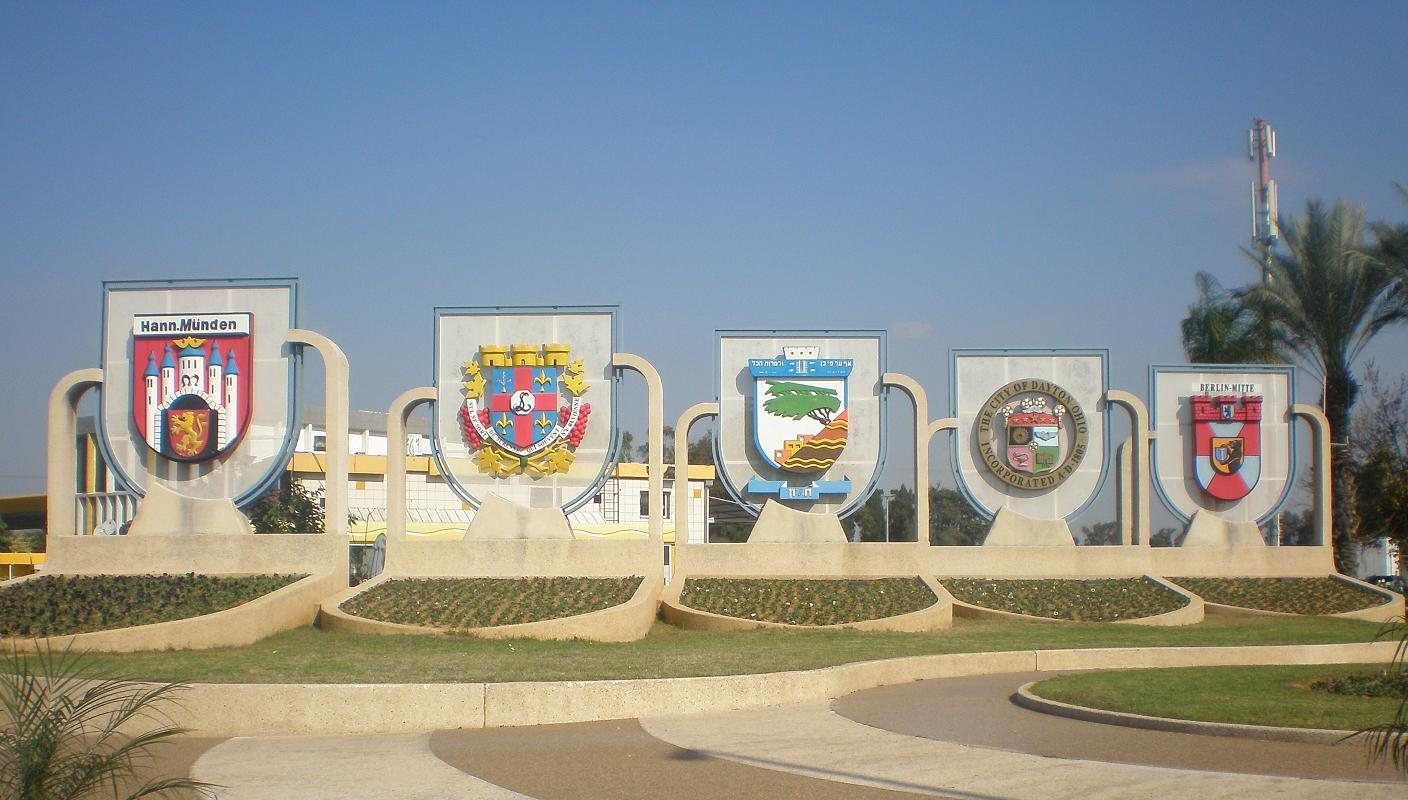
Ciudades hermanas de Jolón, en Israel.

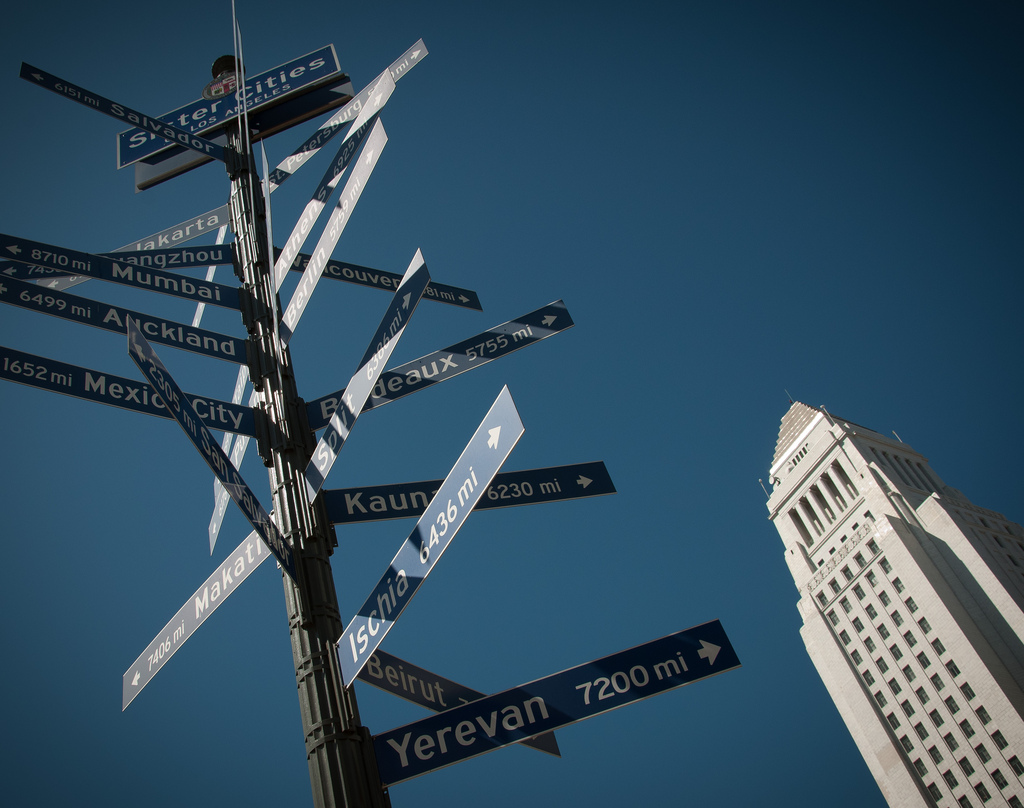
Ciudades hermanas de Los Ángeles, en Estados Unidos.

El hermanamiento de ciudades es un concepto por el cual pueblos o ciudades de distintas zonas geográficas y políticas se emparejan para fomentar el contacto humano y los enlaces culturales. Normalmente, aunque no siempre, las ciudades hermanadas suelen tener características parecidas. Además, no solo se hermanan ciudades, sino que a veces incluso unas zonas mucho mayores llegan a acuerdos de hermanamiento como, por ejemplo, el establecido entre las provincias de Jeju (Corea del Sur) y Hainan (China), o la isla de Tenerife (España) con el condado de Miami-Dade (Estados Unidos). 

## Historia
La idea del hermanamiento de ciudades surgió en Europa poco después de la Segunda Guerra Mundial, con el objetivo de aportar a la población europea lazos de unión mayores y de promover proyectos en beneficio mutuo. Aunque el concepto es mucho más popular en la región europea que en otras partes del mundo, hoy en día se ha extendido por todos los continentes.

## Actualidad
En la actualidad, la Unión Europea apoya los proyectos de hermanamiento de ciudades. El apoyo oficial fue establecido formalmente en 1989. En 2003 se planificó un presupuesto de alrededor de 12 millones de euros anuales para financiar 1300 proyectos de hermanamiento. Mediante la ejecución de hermanamiento entre ciudades se superan los conflictos comunes, se unifican fuerzas para la realización de numerosos proyectos y sobre todo se fomenta la personalización independiente de cada ciudad o pueblo. 
Son muchas las ciudades que, atendiendo a diversas razones, deciden realizar un hermanamiento con otras villas y mantener vínculos estrechos de solidaridad. Actualmente existen muchas instituciones que tienen como objetivo fomentar el hermanamiento de ciudades, buscando en este hecho una reducción de los riesgos de guerra y, sobre todo, el establecimiento de vínculos culturales.